# Backlash (2017)
Cet article concerne l'édition 2017 du pay-per-view Backlash. Pour toutes les autres éditions, voir WWE Backlash.
Pour les articles homonymes, voir Backlash.
L'édition 2017 de Backlash est une manifestation de catch (lutte professionnelle) produite par World Wrestling Entertainment (WWE), une fédération de catch américaine, qui est télédiffusée, visible en paiement à la séance, sur le WWE Network ainsi que sur la chaîne de télévision française AB1. L'événement a eu lieu le 21 mai 2017 au Allstate Arena à Chicago, dans l'état de l'Illinois.

## Contexte
Les spectacles de la World Wrestling Entertainment (WWE) sont constitués de matchs aux résultats prédéterminés par les scénaristes de la WWE. Ces rencontres sont justifiées par des storylines – une rivalité avec un catcheur, la plupart du temps – ou par des qualifications survenues dans les shows de la WWE telles que RAW, SmackDown, NXT, 205 Live. Tous les catcheurs possèdent un gimmick, c'est-à-dire qu'ils incarnent un personnage gentil (face) ou méchant (heel), qui évolue au fil des rencontres. Un événement comme Backlash est donc un événement tournant pour les différentes storylines en cours.

### Randy Orton contre Jinder Mahal
Lors du WWE SmackDown Live du 18 avril, Jinder Mahal remporte un six-pack challenge qui l'opposait à  Sami Zayn, Erick Rowan, Dolph Ziggler, Mojo Rawley et Luke Harper et devient l'aspirant numéro 1 au titre de la WWE que détient  Randy Orton.
Lors de Payback (2017), le champion de la WWE Randy Orton perd contre Bray Wyatt dans le premier House of Horrors Match de la WWE après l'intervention de Jinder Mahal et les Bollywood Boys qui l'attaquent.

### Kevin Owens contre AJ Styles
Avant Payback (2017), AJ Styles bat Baron Corbin et Sami Zayn et devient l'aspirant numéro 1 au titre des États-Unis de Kevin Owens.
Lors de Payback (2017), Kevin Owens perd contre Chris Jericho qui devient donc champion des États-Unis.
Il est annoncé un rematch lors de WWE SmackDown Live du 2 mai, que gagne Kevin Owens.

## Tableau des matchs
| # | Match | Stipulation                                                | Temps |
| --- | --- | ---------------------------------------------------------- | ----- |
| 1P | Tye Dillinger bat Aiden English | Match simple                                               | 8:20  |
| 2 | Shinsuke Nakamura bat Dolph Ziggler | Match simple                                               | 15:50 |
| 3 | The Usos (Jimmy et Jey Uso) (c) battent Breezango (Tyler Breeze et Fandango)                                                              | Tag team match pour le WWE SmackDown Tag Team Championship | 9:15  |
| 4 | Sami Zayn bat Baron Corbin | Match simple                                               | 14:35 |
| 5 | The Welcoming Committee (Natalya, Carmella et Tamina) (avec James Ellsworth) battent Charlotte Flair, Becky Lynch et Naomi par soumission | Six-women tag team match                                   | 10:05 |
| 6 | Kevin Owens (c) bat AJ Styles par décompte extérieur                                                                                      | Match simple pour le WWE United States Championship        | 21:10 |
| 7 | Luke Harper bat Erick Rowan | Match simple                                               | 9:00  |
| 8 | Jinder Mahal (avec The Singh Brothers) bat Randy Orton (c)                                                                                | Match simple pour le WWE Championship                      | 15:45 |
| (c) – indique les champions défendant leurs titres pendant les matchs P – indique que le match aura lieu lors du pré-show | |                                                            |       |